# Milan Šášik
Vladyka Milan Šášik, CM (17. září 1952, Lehota – 14. července 2020, Užhorod) byl řeckokatolický biskup a eparcha Mukačevské řeckokatolické eparchie na Ukrajině.
V letech 1971–1976 studoval na Římskokatolické cyrilometodějské bohoslovecké fakultě v Bratislavě. V roce 1971 vstoupil do Misijní kongregace otců lazaristů, kde v roku 1973 složil věčné sliby. V letech 1990–1992 absolvoval studium na Papežském teologickém institutu Teresianum v Římě.
Milan Šášik působil na Apoštolské nunciatuře na Ukrajině (1992–1998). Od roku 2000 pracoval jako farář v ukrajinském Perečine. V roce 2003 byl vysvěcen na biskupa a stal se administrátorem Mukačevská eparchie. V roce 2010 papež povýšil vladyku Milana za řádného eparchiálního biskupa Mukačevské eparchie.
Zemřel 14. července v nočních hodinách v užhorodské nemocnici.

## Vyznamenání
- Pro Ecclesia et Pontifice (Vatikán, 9. října 1998)
- Řád za zásluhy III. třídy (Ukrajina, 17. září 2007)[2]